# Парбез
Парбе́з (фр. Parbayse) — коммуна во Франции, находится в регионе Аквитания. Департамент — Атлантические Пиренеи. Входит в состав кантона Кёр-де-Беарн. Округ коммуны — Олорон-Сент-Мари.
Код INSEE коммуны — 64442.

## География

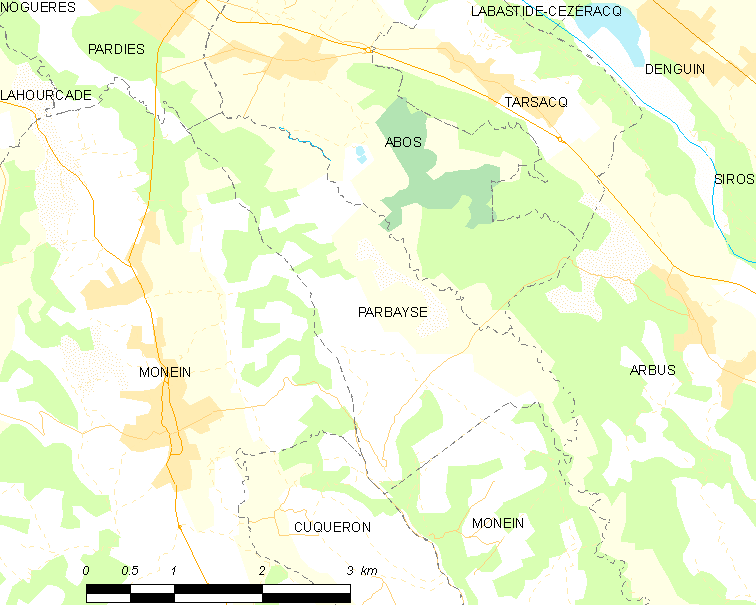
Карта коммуны

Коммуна расположена приблизительно в 660 км к югу от Парижа, в 170 км южнее Бордо, в 15 км к западу от По.
По территории коммуны протекает река Баиз.

### Климат
Климат тёплый океанический. Зима мягкая, средняя температура января — от +5°С до +13°С, температуры ниже −10 °C бывают редко. Снег выпадает около 15 дней в году с ноября по апрель. Максимальная температура летом порядка 20-30 °C, выше 35 °C бывает очень редко. Количество осадков высокое, порядка 1100 мм в год. Характерна безветренная погода, сильные ветры очень редки.

## Население
Население коммуны на 2010 год составляло 251 человек.
| 1962 | 1968 | 1975 | 1982 | 1990 | 1999 | 2010 |
| ---- | ---- | ---- | ---- | ---- | ---- | ---- |
| 189  | 160  | 162  | 165  | 219  | 243  | 251  |

## Администрация
| Период | Период | Фамилия       | Партия | Примечания |
| ------ | ------ | ------------- | ------ | ---------- |
| 1995   | 2008   | Даниэль Фор   |        |            |
| 2008   | 2020   | Тьерри Лаффит |        |            |

## Экономика
В 2010 году среди 159 человек трудоспособного возраста (15-64 лет) 119 были экономически активными, 40 — неактивными (показатель активности — 74,8 %, в 1999 году было 70,1 %). Из 119 активных жителей работали 113 человек (61 мужчина и 52 женщины), безработных было 6 (2 мужчин и 4 женщины). Среди 40 неактивных 12 человек были учениками или студентами, 17 — пенсионерами, 11 были неактивными по другим причинам.